# 梨树乡 (桦南县)
梨树乡，是中华人民共和国黑龙江省佳木斯市桦南县下辖的一个乡镇级行政单位。

## 行政区划
梨树乡下辖以下地区：
北大村、大胜村、东柞村、和平村、梨树村、南大村、西大村、西柞村、永和村、民主村、红大村、长兴村、福山村、福兴村、红光村、红历村、红升村、永久村、永兴村和永远村。